# Alhambra (gitarrtillverkare)
Alhambra är ett spanskt företag, grundat 1965, som tillverkar klassiska gitarrer.
Alhambragitarrerna är fabriksbyggda, alltså inte tillverkade av en mästerbyggare.